# Jakob Johann von Hanau-Münzenberg
Graf Jakob Johann von Hanau-Münzenberg (* 28. Juli 1612; † 9./19. Juni 1636, gefallen bei Zabern) war ein nachgeborener Sohn des Grafen Philipp Ludwig II. von Hanau-Münzenberg (1576–1612) und der Fürstin Katharina Belgica (1578–1648), einer Tochter Wilhelms I. von Oranien-Nassau, des Schweigers.

## Leben
Seinen ersten Vornamen, Jakob, hatte Jakob Johann von seinem Taufpaten, König Jakob I. von England und Schottland.
Zusammen mit seinem Bruder, Graf Heinrich Ludwig von Hanau-Münzenberg, erhielt er 1631 von König Gustav II. Adolf das Amt Steinheim, das dieser als Kriegsbeute beschlagnahmt hatte, zur Belohnung seiner Unterstützung der Ziele des schwedischen Königs.
1635 wurde Jakob Johann von seinem Bruder Philipp Moritz, dem regierenden Grafen von Hanau-Münzenberg, mit der Regierung der Grafschaft beauftragt. Mit der Schlacht bei Nördlingen 1634 hatte sich die Lage im Dreißigjährigen Krieg zu Gunsten der katholischen Seite gewendet. Philipp Moritz, der sich von der kaiserlichen Sache hatte abwenden und der schwedischen zuwenden müssen, blieb nun nichts anderes als die Flucht mit seiner Familie, letztlich zur oranisch-nassauischen Verwandtschaft in Den Haag und Delft. In Hanau hinterließ er seinen jüngsten Bruder, Jakob Johann, als Regenten. Die hervorragend ausgebaute Festungsstadt Hanau war allerdings noch bis 1638 schwedisch durch General Jakob von Ramsay besetzt, der von dort aus das Umland kontrollierte.
Jakob Johann schlug eine militärische Karriere ein. Mit der schwedisch-schottischen Besatzung Hanaus unternahm er, als die Festung Hanau noch nicht vollständig blockiert war, mehrere erfolgreiche Handstreiche auf benachbarte, von kaiserlichen Soldaten gehaltene Orte wie Wächtersbach, Gelnhausen und Staden. Am 12. August 1635 wurde er von Ramsay mit 500 Mann als Verstärkung zu Hans Vitzthum von Eckstedt nach Sachsenhausen gesandt, wo die schwedische Garnison gegen die nach Frankfurt eingelassenen Kaiserlichen unter Guillaume de Lamboy in großen Schwierigkeiten war. Durch die Kapitulation Vitzthums war es Jakob Johann unmöglich, nach Hanau zurückzukehren. Er folgte Vitzthum ins Lager Herzog Bernhards von Weimar, das sich zu dieser Zeit in Hochheim befand und war seit dem 2. November 1634 in militärischen Diensten Frankreichs.
In der folgenden Zeit begleitete Jakob Johann den Herzog bei seinen Unternehmungen in Lothringen sowie im Winter 1635/36 auf einer Reise nach Paris. Seine Sorge um die – mittlerweile eingeschlossene – Stadt Hanau ist in einem Schreiben an den Landgrafen Wilhelm V. von Hessen-Kassel überliefert, das im Hessischen Staatsarchiv Marburg aufbewahrt wird.
Jakob Johann von Hanau-Münzenberg fiel am 9. Juni 1636 bei der Belagerung von Zabern im Elsass, als er versuchte, einen verwundeten Grafen aus dem Haus La Guiche, den Befehlshaber des französischen Hilfskorps, zu retten. Er wurde in St. Nikolai in Straßburg beigesetzt.

## Vorfahren
| Ahnentafel von Graf Jakob Johann von Hanau-Münzenberg | Ahnentafel von Graf Jakob Johann von Hanau-Münzenberg                                                            | Ahnentafel von Graf Jakob Johann von Hanau-Münzenberg                                                            | Ahnentafel von Graf Jakob Johann von Hanau-Münzenberg                                                                 | Ahnentafel von Graf Jakob Johann von Hanau-Münzenberg                                                                      | Ahnentafel von Graf Jakob Johann von Hanau-Münzenberg | Ahnentafel von Graf Jakob Johann von Hanau-Münzenberg |
| ----------------------------------------------------- | --- | --- | --- | --- | ----------------------------------------------------- | ----------------------------------------------------- |
| Urgroßeltern                                          | Philipp III. von Hanau-Münzenberg (* 1526; † 1561) ⚭ Helena von Pfalz-Simmern (* 1532; † 1579)                   | Philipp IV. von Waldeck (* ; † ) ⚭ Jutta von Isenburg († 1564)                                                   | Wilhelm von Nassau-Dillenburg (* 1487; † 1559) ⚭ Juliana zu Stolberg (* ; † )                                         | Louis III. de Bourbon, duc de Montpensier (* 1513; † 1582) ⚭ Jacqueline de Longwy Gräfin von Bar du Seine (* 1538; † 1561) |                                                       |                                                       |
| Großeltern                                            | Philipp Ludwig I. von Hanau-Münzenberg (* 1553; † 1580) ⚭ Magdalena von Waldeck (* 1558; † 1599)                 | Philipp Ludwig I. von Hanau-Münzenberg (* 1553; † 1580) ⚭ Magdalena von Waldeck (* 1558; † 1599)                 | Wilhelm I. von Oranien-Nassau, der Schweiger (* 1533; † 1584) 3. ⚭ Charlotte von Bourbon-Montpensier (* 1546; † 1582) | Wilhelm I. von Oranien-Nassau, der Schweiger (* 1533; † 1584) 3. ⚭ Charlotte von Bourbon-Montpensier (* 1546; † 1582)      |                                                       |                                                       |
| Eltern                                                | Philipp Ludwig II. von Hanau-Münzenberg (* 1576; † 1612) ⚭ Katharina Belgica von Oranien-Nassau (* 1578; † 1648) | Philipp Ludwig II. von Hanau-Münzenberg (* 1576; † 1612) ⚭ Katharina Belgica von Oranien-Nassau (* 1578; † 1648) | Philipp Ludwig II. von Hanau-Münzenberg (* 1576; † 1612) ⚭ Katharina Belgica von Oranien-Nassau (* 1578; † 1648)      | Philipp Ludwig II. von Hanau-Münzenberg (* 1576; † 1612) ⚭ Katharina Belgica von Oranien-Nassau (* 1578; † 1648)           |                                                       |                                                       |
| Jakob Johann                                          | | | | |                                                       |                                                       |

Zur Familie vgl. Hauptartikel: Hanau (Adelsgeschlecht)